# Perasia lineolaris
Perasia lineolaris är en fjärilsart som beskrevs av Jacob Hübner 1818. Perasia lineolaris ingår i släktet Perasia och familjen nattflyn. Inga underarter finns listade i Catalogue of Life.